# Jamie Coe
Jamie Coe (geboren am 19. November 1935 als George Colovas in Dearborn, Michigan; verstorben am 27. Januar 2007 in der Nähe von Garden City, Michigan) war ein Rock-’n’-Roll-Sänger, der vor allem im US-Bundesstaat Michigan eine länger andauernde Popularität genoss. Coe wurde als Frontmann der Gigolos bekannt und war zeitweilig einer der beliebtesten Rock’n’Roll-Interpreten in Detroit. Trotz mehrerer Label-Verträge und beachtlicher lokaler Erfolge gelang es ihm nicht, einen nationalen Durchbruch zu erreichen.

## Leben und Musikkarriere
Coe wuchs als Sohn griechischer Eltern in Dearborn auf. 1858 entdeckte Marilyn Bond, eine junge Musikpromoterin aus Garden City, sein Talent und entschloss sich dazu, sein Management zu übernehmen. Bond, später unter anderem bekannt geworden als Mitautorin der Musikanthologie The Birth of the Detroit Sound, 1940-1964 (2002), arrangierte für den – zu jener Zeit noch unter dem Namen George Cole and the Marquis auftretenden – Sänger Studioaufnahmen und verschaffte ihm in Flint, Michigan einen Fernsehauftritt.
Im Jahr 1959 eröffnete Coe ein Konzert der Tournee-Reihe A Cavalcade of Stars, an der unter anderem etablierte Rock-’n’-Roll-Interpreten wie Bobby Darin beteiligt waren. Darin, dessen kommerzieller Durchbruch mit seiner Mack-the-Knife-Coverversion noch in der Zukunft lag und der sich absicherungshalber zeitweilig als Produzent und Label-Betreiber betätigte, war von Coes Auftritt begeistert und bot ihm eine Zusammenarbeit an. Gemeinsam mit dem Musikverleger Joe Csida gründete Darin Addison Records, bei dem Coe als erster Künstler unter Vertrag genommen wurde. Von Darin dazu gedrängt, änderte Colovas seinen Künstlernamen in Jamie Coe. Kurz darauf erschien seine erste Single, das von Darin komponierte Stück Summertime Symphony. Coes zweite Single trug den Titel Schoolday Blues. Beide Songs wurden auch von dem britischen Label Parlophone veröffentlicht – allerdings ohne größeren Erfolg.
Nach der Auflösung von Addison Records vermittelte Marilyn Bond Coe an ABC-Paramount. Dort veröffentlichte er 1960 und 1961 vier Singles, darunter How Low Is Low. Später wechselte er zu Bigtop Records, wo seine Aufnahmen von Harry Balk, dem Manager von Del Shannon, produziert wurden. Seine Coverversion von Sanford Clarks Hit The Fool erreichte 1963 beinahe die US-Charts und wurde zu seinem letzten international veröffentlichten Titel.
In den frühen 1960er Jahren erlebte Coe mit seiner Band Jamie Coe & the Gigolos seinen Beliebtheits-Höhepunkt in der Detroiter Musikszene. Die Gruppe war in regionalen Clubs wie dem Gay Haven in Dearborn beliebt und spielte neben eigenen Hits wie The Fool auch Rock-'n'-Roll-Klassiker. Musikalisch ins Hintertreffen geriet er erst, als in den 1960er Jahren die British Invasion mit den Beatles an der Spitze die Geschmacksvorlieben des jüngeren Publikums veränderte und einer neuen Form von Rockmusik das Terrain ebnete.
Ungeachtet dieser Veränderungen blieb Coe in Detroit eine bekannte Persönlichkeit. Um sich wirtschaftlich abzusichern, eröffnete er zwei Nachtclubs: Jamies in Garden City und Jammers in Livonia. In beiden trat er weiterhin regelmäßig auf. Sein letzter Auftritt fand am Abend des 27. Januar 2007 statt. Auf dem Heimweg erlitt er einen Herzinfarkt und verstarb.

## Stil und Bedeutung
In der Rock’n’Roll-Musik zählt Jamie Coe zu den zahlreichen Interpreten, die keinen überdauernden Bekanntheitsgrad erlangten. Sein musikalisches Repertoire bestand vor allem aus Rock ’n’ Roll und Rockabilly, oft mit Einflüssen aus Doo Wop und Rhythm and Blues. Zu seinen bekanntesten Songs zählen Titel wie Summertime Symphony, The Fool und Cleopatra; aufgenommen entweder für Bobby Darins Label Addison Records oder das Indie-Label Bigtop.
Wie viele Musiker dieser Zeit bestritt Coe sein Repertoire stark mit Cover-Interpretationen anderer Songs. The Fool war 1957 ein Hit für Sanford Clark; sein Komponist Lee Hazlewood spielte das – in einer Reihe Versionen fremdinterpretierte – Stück 1965 erneut ein. Coes erste Single, Summertime Symphony war nah an Sweet Little Sixteen von Chuck Berry und Surfin’ U.S.A. von den Beach Boys angelehnt. Seine für ABC-Paramount aufgenommene Single The Story of Jesse James basierte musikalisch auf dem – auch von Pete Seeger, Woody Guthrie und anderen interpretierten – Stück Jesse James von Bentley Ball aus dem Jahr 1919. Deutliche Abweichungen vom Original wiesen lediglich die Lyriks aus, für die das Textschreiber-Trio Bob „Hutch“ Davie, Irwin Schuster und Joe Csida verantwortlich zeichnete. Der nicht als Single veröffentlichte Titel Green Back Dollar schließlich war die Coverversion eines Stücks der Folk-Combo The Kingston Trio.
Auf Kompilationen und Hit-Zusammenstellungen war Jamie Coe meist als Musiker unter mehreren präsent. Eine war das 1978 auf den Markt gebrachte Album Teenage Triangle. Mit darauf präsent waren Troy Shondell und Terry Stafford. Ähnlich konzeptioniert war das 1989 von einem dänischen Label veröffentlichte Album Love Me / The Story Of Jesse James, dessen Tracklist Coe zusammen mit dem Interpreten Nick Todd bestritt. Als reguläre Best-of-Zusammenstellung erschien 2013 bei dem deutschen Label Hydra die CD Summertime Symphony.

## Diskografie

### Singles
- Summertime Symphony (1959, Addison Records)
- I’ll Go on Loving You / School Day Blues (1959, Addison Records)
- The Story of Jesse James (1960, ABC-Paramount)
- There’s Never Been a Night (1960, ABC-Paramount)
- Little Darling, Little Darling (1961, ABC-Paramount)
- I’m Getting Married (1961, ABC-Paramount)
- Cleopatra (1962, Bigtop)
- The Fool (1963, Bigtop)
- I Cried on my Pillow (1964, Enterprise Records)
- I Was the One (1965, Enterprise Records)
- First Girl / Very Few (1965, Enterprise Records)

### Kompilationen
- Teenage Triangle (1978, Reelfood)
- Love Me / The Story Of Jesse James (1989, Revival Records)
- Summertime Symphony (2013, Hydra Records)